# Acétoguanamine
L'acétoguanamine est un composé organique de formule (CNH2)2CCH3N3. Elle est proche de la mélamine dont le groupe amine est remplacé par un groupe méthyle. L'acétoguanamine est utilisée dans la fabrication de résines de mélamine. Contrairement à la mélamine ((CNH2)3N3), l'acétoguanamine n'est pas un réticulant. Le préfixe « acéto » est historique, le composé ne contenant pas de groupe acétyle. Un composé apparenté est la benzoguanamine.

## Synthèse
Le composé est obtenu par condensation de dicyandiamide avec de l'acétonitrile, selon la réaction suivante :
(H2N)2C=NCN + MeCN → (CNH2)2(CMe)N3

## Sécurité
La DL50 est de 2 740 mg/kg[réf. souhaitée]. 